# Johnnie Ray's Greatest Hits
| Recensione | Giudizio |
| ---------- | -------- |
| AllMusic   |          |

Johnnie Ray's Greatest Hits è una compilation del cantante pop statunitense Johnnie Ray, pubblicato dalla Columbia Records nel novembre del 1958.

## Tracce

### LP (1958, Columbia Records, CL 1227)
Lato A
1. Cry – 2:57 (Churchill Kohlman) – Registrato il 16 ottobre 1951 a New York City, New York
2. Just Walking in the Rain – 2:33 (Johnny Bragg, Robert Riley) – Registrato il 29 giugno 1956 a New York City, New York
3. (Here Am I) Broken Hearted – 2:43 (testo: Buddy DeSylva, Lew Brown
|Autore musica3 = Ray Henderson) – Registrato il 13 dicembre 1951 a New York City, New York
4. Hey There – 2:47 (testo: Richard Adler – musica: Jerry Ross) – Registrato il 29 marzo 1954 a New York City, New York
5. Alexander's Ragtime Band – 2:21 (Irving Berlin) – Registrato il 26 agosto 1954 a New York City, New York
6. Paths of Paradise – 1:58 (Johnnie Ray) – Registrato il 23 gennaio 1955 a New York City, New York

Lato B
1. The Little White Cloud That Cried – 2:12 (Johnnie Ray) – Registrato il 15 ottobre 1951 a New York City, New York
2. Please, Mr. Sun – 2:54 (Sid Frank, Ray Getzov) – Registrato il 13 dicembre 1951 a New York City, New York
3. Walkin' My Baby Back Home – 2:17 (Roy Turk, Fred E. Ahlert) – Registrato il 7 febbraio 1952 a Hollywood, California
4. All of Me – 2:07 (Seymour Simons, Gerald Marks) – Registrato il 7 febbraio 1952 a Hollywood, California
5. Tell the Lady I Said Goodbye – 2:37 (Johnnie Ray) – Registrato il 28 maggio 1951 a Detroit, Michigan
6. Yes Tonight, Josephine – 2:30 (Winfield Scott, Dorothy Goodman) – Registrato il 17 marzo 1957 a New York City, New York

- Durata brani ricavati dall'album pubblicato dalla CBS (S 52317)

## Musicisti
- Johnnie Ray – voce
- The Four Lads (gruppo vocale) – cori (A1, A3, B1 e B2)
- Jimmy Carroll – direttore d'orchestra (A3 e B2)
- Maurice King – direttore d'orchestra, sassofono (B5)
- Wolverines (Thomas Bowles, Louis Barnett, Russell Green, Neil Robinson, Clarence Sherrill, Elbert Langford) – strumenti vari (B5)
- Buddy Cole Quartet (Buddy Cole, Jack Ryan, Vincent Terri, Nick Fatool) – strumenti vari (B3 e B4)
- Joe Reisman – direttore d'orchestra (A4 e A6)
- Percy Faith – direttore d'orchestra (A5)
- Ray Conniff – direttore d'orchestra (B6)